# Bruce Sutter
Howard Bruce Sutter (Lancaster, Pensilvania, 8 de enero de 1953-Cartersville, Georgia, 13 de octubre de 2022), más conocido como Bruce Sutter, fue un jugador profesional estadounidense de béisbol que se desempeñó en la posición de lanzador en las Grandes Ligas de Béisbol (MLB). Es miembro del Salón de la Fama del Béisbol.

## Carrera
Sutter jugó como profesional cinco temporadas en Chicago Cubs (1976-1980), después pasó a St. Louis Cardinals (1981-1984), luego a Atlanta Braves, donde jugó tres temporadas (1985-1986, 1988), y fue el equipo en el que se retiró.

## Reconocimiento
En 2006, ingresó como miembro al Salón de la Fama del Béisbol.